# Canton de Rebais
Le canton de Rebais est une ancienne division administrative française, située dans le département de Seine-et-Marne et la région Île-de-France.

## Composition
Le canton de Rebais regroupait dix-huit communes jusqu'en mars 2015 :
- Bellot ;
- Boitron ;
- Chauffry ;
- Doue ;
- Hondevilliers ;
- La Trétoire ;
- Montdauphin ;
- Montenils ;
- Orly-sur-Morin ;
- Rebais ;
- Sablonnières ;
- Saint-Cyr-sur-Morin ;
- Saint-Denis-lès-Rebais ;
- Saint-Germain-sous-Doue ;
- Saint-Léger ;
- Saint-Ouen-sur-Morin ;
- Verdelot ;
- Villeneuve-sur-Bellot.

## Histoire
Le canton est constitué dès la création des cantons français, en 1790.
Le canton de Rebais, anciennement dans l'arrondissement de Meaux, fait partie de l'arrondissement de Provins à partir du 1er janvier 2006. Il est supprimé lors du redécoupage des cantons en 2015.

## Représentation

### Conseillers généraux de 1833 à 2015
| Période               | Identité                         | Parti                           | Qualité |  |
| --------------------- | -------------------------------- | ------------------------------- | --- |  |
| 1833-1848             | Jacques Louis Drouet             |                                 | Propriétaire, maire de Rebais |  |
| 1848-1877             | Eugène François Blavot           | Droite                          | Propriétaire, notaire, maire de Frétoy (1848-1874)                                                                                               |  |
| 1877-1878 (démission) | Henri Gravier                    | Républicain                     | Ancien maire (révoqué) de Villeneuve-sur-Bellot Ancien Sous-Préfet, nommé Préfet du Calvados en 1877                                             |  |
| 1878-1889             | Léon Augustin Chazal (1821-1898) | Républicain                     | Caissier-payeur central du Trésor Maire de Saint-Ouen-sur-Morin                                                                                  |  |
| 1889-1895             | Eugène Blavot                    | Républicain modéré              | Conseiller de Préfecture honoraire, maire de Rebais                                                                                              |  |
| 1895-1913             | François Farny                   | Rad.                            | Docteur en médecine Maire de Rebais Sénateur (1909-1919)                                                                                         |  |
| 1913-1935 (démission) | André Chazal                     | Rad.                            | Conseiller à la Cour d'appel de Caen Maire de Saint-Ouen-sur-Morin (1913-1933), conseiller d'arrondissement                                      |  |
| 1935-1940             | Pierre Mortier                   | Rad. hostile au Front populaire | Homme de lettres, député (1932-1936) Maire de Coulommiers (1925-1941)                                                                            |  |
|                       |                                  |                                 | |  |
| 1943-1945             | André Cousin                     |                                 | Maire de Rebais Nommé conseiller départemental en 1943                                                                                           |  |
|                       |                                  |                                 | |  |
| 1945-1946 (décès)     | Pierre Mortier                   | Rad.                            | Homme de lettres |  |
| 1946-1973             | Daniel Simon (1901-1984)         | Rad.                            | Marchand de bois Maire de Saint-Cyr-sur-Morin Président du Conseil Général (1958-1967)                                                           |  |
| 1973-2004             | Jacques Larché                   | DVD puis UDF puis UMP           | Avocat Sénateur (1977-2004) Président du Conseil Général (1992-2001) Adjoint au maire de Saint-Denis-lès-Rebais                                  |  |
| 2004-2015             | Anne Chain-Larché                | UMP                             | Docteur en pharmacie maire de Saint-Denis-lès-Rebais (2014 → ) Présidente de la Communauté de Communes « La Brie des Morins » Fille du précédent |  |

### Conseillers d'arrondissement (de 1833 à 1940)
Le canton de Rebais avait deux conseillers d'arrondissement.
Il appartenait à l'arrondissement de Coulommiers jusqu'à sa disparition en 1926.
| Période                                  | Période          | Identité                               | Étiquette   | Qualité |
| ---------------------------------------- | ---------------- | -------------------------------------- | ----------- | --- |
| 1833                                     | 1848             | Jean-Pierre Bailly (1786-1870)         |             | Cultivateur à Saint-Cyr                                                                                     |
| 1833                                     | 1842             | Honoré Christophe Tirrion (1782-1844)  |             | Ancien notaire, maire de Rebais                                                                             |
| 1842                                     | 1861             | Jules Louis Plateau                    |             | Propriétaire, maire de Villeneuve-sur-Bellot                                                                |
|                                          |                  |                                        |             | |
| 1855                                     |                  | Marie-Jean-Joseph-Napoléon Debourges   |             | Propriétaire à Rebais                                                                                       |
|                                          |                  |                                        |             | |
|                                          | 1889 (décès)     | Alfred-Alexandre Jullien               |             | Propriétaire à Villeneuve-sur-Bellot                                                                        |
|                                          |                  | Alphonse Duval                         | Républicain | Maire d'Orly-sur-Morin                                                                                      |
| 1898                                     |                  | Désiré Maillet                         |             | Maire d'Orly-sur-Morin                                                                                      |
| avant 1902                               |                  | Victor-Alexandre Perrin                |             | Cultivateur, adjoint au maire de Rebais                                                                     |
|                                          |                  |                                        |             | |
|                                          | 1913             | André Chazal                           | Radical     | Propriétaire à Saint-Ouen-sur-Morin                                                                         |
| 1913                                     | 1919             | Gustave Alexandre Dutillet (1857-1940) | Radical     | Cultivateur, cocher, maire de Verdelot                                                                      |
| 1919                                     | 1924 (démission) | André Camille Chazal                   | Radical     | Maire de Saint-Ouen-sur-Morin, député (1924-1928)                                                           |
| 1924                                     | 1928             | Robin Charpentier                      | Radical     | Négociant à Rebais                                                                                          |
| 1919                                     | 1928             | Ernest Fauvet                          | Radical     | Négociant à Orly-sur-Morin                                                                                  |
| 1928                                     | 1940             | Eugène-Alphonse Daumont                | Radical     | Président de la succursale de la Caisse d'Epargne de Coulommiers, maire de Saint-Cyr-sur-Morin              |
| 1928                                     | 1940             | André Guillaume Lucien Meillet         | Radical     | Médecin à Rebais                                                                                            |
| 1940                                     |                  |                                        |             | Les conseils d'arrondissement ont été suspendus par la loi du 12 octobre 1940 et n'ont jamais été réactivés |
| Les données manquantes sont à compléter. |                  |                                        |             | |

## Démographie
| 1962  | 1968  | 1975  | 1982  | 1990   | 1999   | 2006   | 2011   | 2012   |
| ----- | ----- | ----- | ----- | ------ | ------ | ------ | ------ | ------ |
| 7 730 | 7 605 | 7 811 | 9 195 | 11 065 | 12 262 | 13 087 | 13 635 | 13 674 |